# NGC 2783B
NGC 2783B (другие обозначения — UGC 4856, MCG 5-22-17, ZWG 151.26, HCG 37B, FGC 857, KCPG 192A, PGC 26012, IC 2449) — спиральная галактика (Sb) в созвездии Рака. Открыта Стефаном Жавелом в 1903 году.
Галактика ярко светит в ближнем и в среднем инфракрасном диапазоне, при этом имеет достаточно красный показатель цвета в ультрафиолетовом. Поскольку она видна с ребра, вероятно, в ультрафиолетовом диапазоне на её излучение влияет межзвёздное поглощение. Галактика классифицируется как LINER.
Этот объект не входил в число перечисленных в оригинальной редакции «Нового общего каталога», но был добавлен позднее.